# E ora dove andiamo?
E ora dove andiamo? (in arabo وهلّأ لوين؟‎?; in francese Et maintenant, on va où?) è un film del 2011 diretto ed interpretato da Nadine Labaki.
È stato presentato nella sezione Un Certain Regard del 64º Festival di Cannes.

## Trama
In uno sperduto villaggio del Libano, cristiani e musulmani convivono in pace e armonia grazie all'isolamento dal resto del paese. Il giorno in cui i ragazzi del villaggio recuperano un'antenna parabolica e finalmente riescono a ricevere il segnale televisivo le cose nella comunità iniziano a cambiare lentamente. Man mano che le notizie sulle lotte settarie interne al Libano giungono nel villaggio, cominciano casualmente a verificarsi strani fenomeni, come sangue al posto dell'acqua santa in chiesa o l'ingresso incontrollato di animali nella moschea, eventi scambiati erroneamente dagli uomini delle rispettive comunità come scherzi di cattivo gusto dei membri dell'altra fazione.
Mentre nel villaggio le tensioni tra gli uomini delle due comunità crescono, le donne del villaggio, fortemente legate aldilà delle proprie differenti affiliazioni religiose, si attivano per calmare gli animi, aiutate in ciò sia dal prete che dall'imam. Le donne tentano così di distrarre gli uomini escogitando diversi metodi, tra i quali l'invito di ballerine ucraine e la somministrazione di droghe, ma tutto sembra inutile e la situazione continua così a precipitare. Quando un ragazzo cristiano muore in uno scontro a fuoco, le donne decidono di ricorrere a un ultimo disperato tentativo per evitare lo scontro: le cristiane si convertono all'islam e le musulmane al cristianesimo, in modo così da costringere i propri uomini a convivere con quello che consideravano il "nemico".

## Riconoscimenti
- 2011 - Festival du film de Cabourg
  - Premio del pubblico